# Гей и лесбийско кралство на Кораловите острови
Гей и лесбийското кралство на Кораловите острови (на английски: Gay and Lesbian Kingdom of the Coral Sea Islands) е микродържава, замислена като символичен протест от група ЛГБТ активисти от Австралия, обявена на 14 юни 2004 г.
Независимостта на кралството е обявена след отказа на австралийското правителство да признае еднополовите бракове. Кралството е основано на територията на Кораловите острови, на изток от Големия бариерен риф, които към момента на обявяване на независимостта на кралството са били необитаеми. Разглежда се като проява на националната идея сред ЛГБТ хората.

## История
Гей и лесбийското кралство на Кораловите острови е основано през юни 2004 г. от група ЛГБТ активисти, които по този начин изразяват протест срещу отказа на австралийското правителство да признае еднополовите бракове. За столица е избран най-големият остров Като. Лидерът на протестиращите Дейл Паркър Андерсън е избран за администратор на територията и след обявяване на независимостта на кралството − за негов император под името Дейл Р.
Освен жителите-активисти, островите от Територията на Кораловите острови са необитаеми и независимостта на кралството не е призната от Австралия или от кое да е правителство, но Кораловите острови са признати за външна отвъдморска територия на Австралия от ООН.
На остров Като заселниците основават град Хевън, наречен на известния нощен клуб в Лондон. Там откриват поща, в която се продават уникалните монети и марки на Гей и лесбийското кралство.
През май 2010 г. император Дейл Р. е поканен, но не взема участие в нея, на конференция в Сидни, на която участват лидерите на всички микронации. Императорът отклонява поканата, понеже Кораловите острови са бивша отвъдморска територия на Австралия и като такава не е микронация.
На 13 септември 2004 г. Гей и лесбийското кралство обявява война на Австралия.
Инициативата за основаване на Гей и лесбийско кралство се заражда на Брисбейнския гей и лесбийски прайд фестивал. Кораловите острови са избрани, понеже международна правна клауза гласи, че „Потисканите народи имат правото на самоопределение и самоуправление“. Дълго време тези острови са управлявани като отвъдморска територия на Обединеното кралство, но от 1960-те години са администрирани от Австралия като отвъдморска територия на Австралия.
Активистите твърдят, че нито Обединеното кралство, нито Австралия имат каквито и да е права върху Кораловите острови, понеже никое правителство не е представило доказателство, че Кораловите острови са били обявявани за част от Великобритания или Австралия.
Гей и лесбийското кралство издига знамето на дъгата на острон Като на 14 юни 2004 г. и обявява територията за независима гей и лесбийска държава. Паметна плоча на нос в североизточната част на остров Като упоменава паметното събитие:
| „ | На четиринадесетия ден на месец юни две хиляди и четвърта година, на най-високата точка в Коралово море, император Дейл Паркър Андерсон издигна знамето на дъгата и обяви островите в Коралово море за държава на гейовете и лесбийките от целия свят. Бог да пази Краля ни! | “ |

Национален химн на Гей и лесбийското кралство е „Свещеникът Задок“ от Георг Фридрих Хендел.
Едновременно с решението да се отделят от Австралия, основателите на кралството написват декларация за независимост. Декларацията започва с думите:
| „ | Ние, хомосексуалните, добронамерено се старахме да се включим в социалния живот на обществата, в които бяхме родени, и искахме тези общества да се отнасят с нас като с равни. Това не ни беше позволено. Напразно бяхме предани патриоти, като тази преданост понякога бе до максимума на възможното; напразно правихме същите саможертви в живота и състоянието си като нашите съграждани; напразно допринасяхме за славата на родните ни земи в науките и изкуствата; напразно през вековете се стремяхме да увеличаваме богатството на тези страни чрез производство и търговия. В страните, в които живеем от векове, сме ругани като чужденци. Това е днешното състояние на обществото и не е ясно кога това ще приключи. Изглежда няма да бъдем оставени на мира. | “ |

Декларацията обявява, че е вдъхновена от американския си еквивалент. Декларацията за независимост на кралството също обявява, че „Ние смятаме тези истини за очевидни – че всички хора са създадени равни, че те са надарени от техния Създател с определени неотменими права, че сред тях са животът, свободата и преследването на щастие.“

## Икономика
Кралството издава първите си марки през юли 2006 г., „с цел да си изгради висока репутация и разпознаваем образ сред любителите на филателията“. От сайта на правителството на кралството се разбира, че единствените икономически дейности на кралството са туризма, риболова и продажбата на пощенски марки.
Подобно на израелския закон за завръщането, всеки ЛГБТ човек автоматично получава разрешение за пребиваване и незабавно има правото, поради това си качество, да бъде гражданин на Гей и лесбийското кралство на Кораловите острови.